# Seznam chráněných území v okrese Košice I
Toto je seznam chráněných území v okrese Košice I aktuální k roku 2016, ve kterém jsou uvedena chráněná území v oblasti okresu Košice I.
| Kód  | Obrázek                  | Typ | Název                     | Rozloha (ha) | Galerie Commons                                             | Popis území | Souřadnice                      |
| ---- | ------------------------ | --- | ------------------------- | ------------ | ----------------------------------------------------------- | ----------- | ------------------------------- |
| 1074 |                          | PP  | Kavečianska stráň         | 3,1933       |                                                             |             |                                 |
| 1114 | Botanická zahrada Košice | CHA | Košická botanická záhrada | 29,7634      | Kategorie „Botanical Garden of Košice“ na Wikimedia Commons |             | 48°44′12″ s. š., 21°14′2″ v. d. |
| 869  |                          | PR  | Vysoký vrch               | 36,5000      |                                                             |             |                                 |